# أليكس بيم (لاعب كرة قاعدة)
أليكس بيم (بالإنجليزية: Alex Beam)‏ هو لاعب كرة قاعدة أمريكي، ولد في 21 نوفمبر 1869 في جونستاون في الولايات المتحدة، وتوفي في 17 أبريل 1938 في نوغاليس في الولايات المتحدة.

## وصلات خارجية
- أليكس بيم على موقعبيزبول رفرنس.كوم (الدوري الرئيسي) (الإنجليزية)